# Zwergbandwurm
Der Zwergbandwurm (Hymenolepis nana, Synonyme: Rodentolepis nana, Taenia nana) ist ein zu den Bandwürmern (Cestoda) gehörender Parasit, der Menschen und andere Primaten und Nagetiere als Endwirt befällt. Die von Hymenoliepis nana ausgelöste Erkrankung heißt Hymenolepiasis. Eine Besonderheit unter den Bandwürmern nimmt der Zwergbandwurm insofern ein, als dass er keinen Zwischenwirt benötigt, also ein direkter Übergang vom Menschen auf Nagetiere und umgekehrt möglich ist. Fakultative Zwischenwirte sind verschiedene, als Vorratsschädlinge eingestufte Käferarten wie der Mehlkäfer.

## Verbreitung
Der Zwergbandwurm ist weltweit verbreitet, in Mitteleuropa jedoch selten. Es ist eine besondere Häufung des Befalls bei Kindern zu beobachten.

## Merkmale
Der Wurm kann eine Länge von einem bis vier Zentimeter, in seltenen Fällen bis sechs Zentimeter, und eine Breite von maximal zwei Millimetern erreichen. Ansonsten trägt er alle Merkmale der Bandwürmer: Er besitzt einen Hakenkranz und vier Saugnäpfe am Kopf (Scolex) und nicht ausgeprägte Proglottiden. Der Hakenkranz ist das Unterscheidungsmerkmal zum Rattenbandwurm Hymenolepis diminuta.
Die Eier sind rundlich bis oval, etwa 50 µm groß und sind von einer dünnen glatten Schale umgeben. Im Inneren befindet sich die mit 6 Haken bewehrte Onkosphäre, die von einer dünnen Membran mit Verdickungen und Filamenten an den Polen umgeben ist.

## Lebenszyklus
Es kommen zwei Verbreitungswege vor. Beim ersten werden die Eier von Mehlkäfern aufgenommen; in diesen entwickelt sich ein Cysticercoid, das im Käfer verbleibt und sich einkapselt. Wird befallenes Getreide von Menschen oder Ratten verzehrt, wird das Cysticercoid aufgelöst und die adulten Würmer siedeln sich im Zwölffingerdarm an. Der zweite und häufigere Verbreitungsweg ist jedoch die Autoinfektion, bei der die Eier von einem befallenen Endwirt direkt aufgenommen werden.

## Schadwirkung
Die Symptome hängen von der Intensität (bei dieser Bandwurmart ist auch die direkte Vermehrung im Darm möglich) und der Dauer des Befalls ab. Anfänglich – im ersten Jahr – ist die Infektion meist symptomlos. Da der Zwergbandwurm die innere Darmoberfläche schädigt, kann es später zur Bildung weitläufiger Nekrosen kommen. Außerdem setzt er von seinem Körper für den Gastwirt potentiell giftige Metabolite ab. Die Folge können z. B. diverse Allergien sein, aber auch Störungen der Verdauung der Proteine. Als äußere Anzeichen kommen dann etwa Kopfschmerzen, Blässe, Müdigkeitsgefühle vor. Häufig sind auch Magenverstimmung, Blähungen, Durchfälle und starke Bauchschmerzen, unabhängig von der eingenommenen Nahrung. Bei unterernährten und immunschwachen Personen treten diese Symptome im verstärkten Maße auf. Eine sich über Jahre hinziehende Erkrankung bewirkt weiter einen markanten Gewichtsverlust, insbesondere weil dieser Parasit – gleich wie auch andere Bandwurmarten – bei großer Population viel Nährstoff aus dem Chymus verbraucht.

## Vorbeugung und Behandlung
Dem Befall mit Bandwürmern lässt sich mit hygienischen Maßnahmen und dem Verhindern des Kontaktes von Anus zu Mund vorbeugen.
Durch den Zwergbandwurm ausgelöste Infektionserkrankungen lassen sich mit einer oralen Gabe von Praziquantel behandeln.